# Сайи-сюр-ла-Лис
Сайи-сюр-ла-Лис (фр. Sailly-sur-la-Lys) — коммуна во Франции, регион О-де-Франс, департамент Па-де-Кале, округ Бетюн, кантон Бёври. Город расположен в 5 км к северо-востоку от Бетюна и в 20 км к западу от Лилля, в 5 км от автомагистрали А25 Лилль-Дюнкерк. Через город протекает река Лис.
Население (2018) — 3 946 человек.

## Достопримечательности
- Церковь Святого Ведаста, восстановленная после Первой мировой войны
- Церковь Нотр-Дам в квартале Бак-Сен-Мор
- Памятник архитектуры - резиденция прево (местного судьи) XVI века. Здание расположено на территории церковного кладбища на берегу Лиса.

## Экономика
Структура занятости населения:
- сельское хозяйство — 5,2 %
- промышленность — 21,2 %
- строительство — 0,7 %
- торговля, транспорт и сфера услуг — 39,1 %
- государственные и муниципальные службы — 33,8 %

Уровень безработицы (2017) — 8,6 % (Франция в целом — 13,4 %, департамент Па-де-Кале — 17,2 %). 

Среднегодовой доход на 1 человека, евро (2017) — 23 510 (Франция в целом — 21 110, департамент Па-де-Кале — 18 610).

## Демография
Динамика численности населения, чел.

</center

## Администрация
Пост мэра Сайи-сюр-ла-Лис с 2014 года занимает Жан-Клод Торес (Jean-Claude Thorez). На муниципальных выборах 2020 года возглавляемый им независимый список был единственным.
| Период | Период | Фамилия            | Партия                  | Примечания                                                     |
| ------ | ------ | ------------------ | ----------------------- | -------------------------------------------------------------- |
| 1983   | 2014   | Анни Ван Кортанбош | Социалистическая партия | профессор литературы, член Регионального совета Нор-Па-де-Кале |
| 2014   |        | Жан-Клод Торес     |                         | банковский служащий                                            |

## Галерея

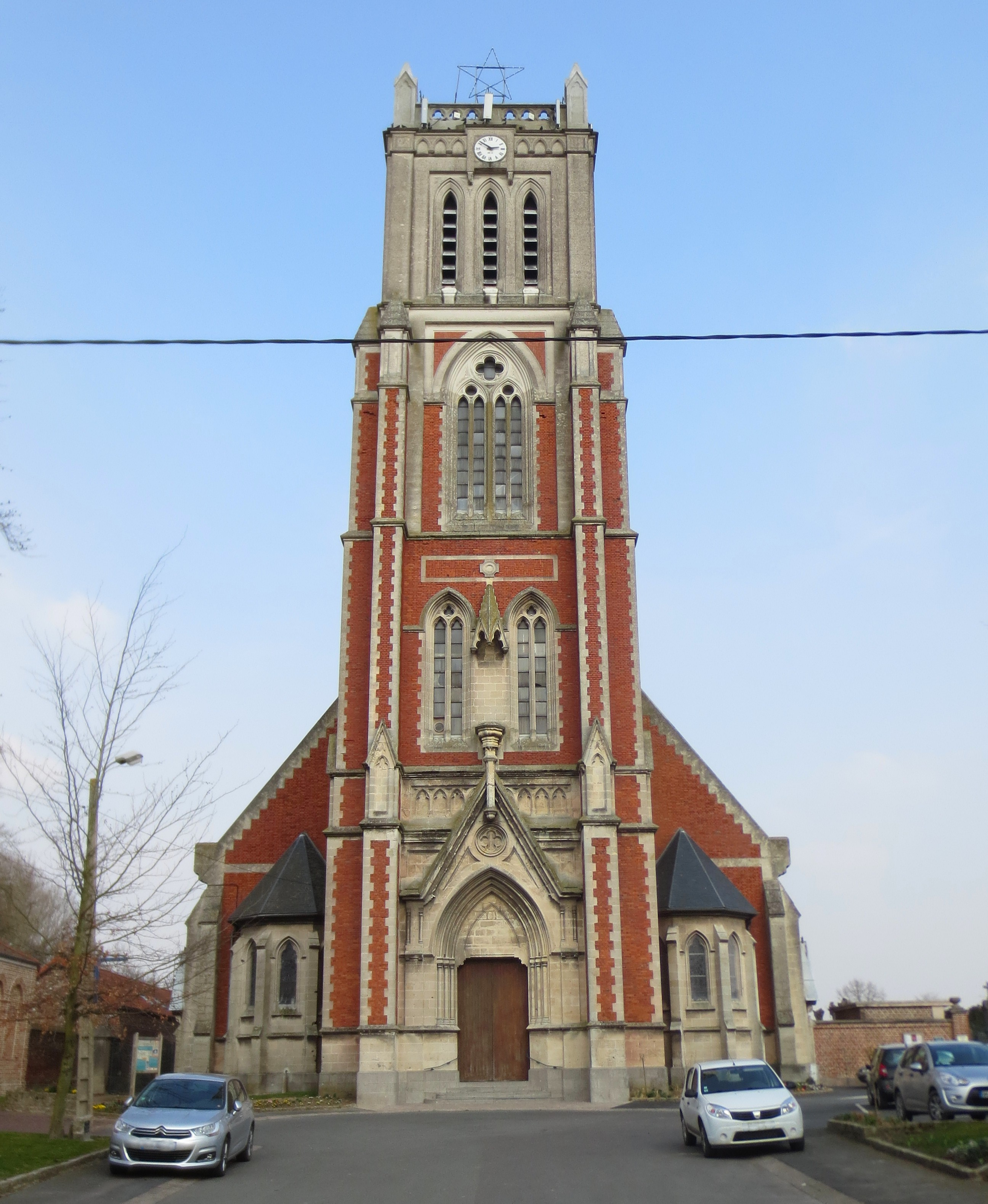
Церковь Святого Ведаста
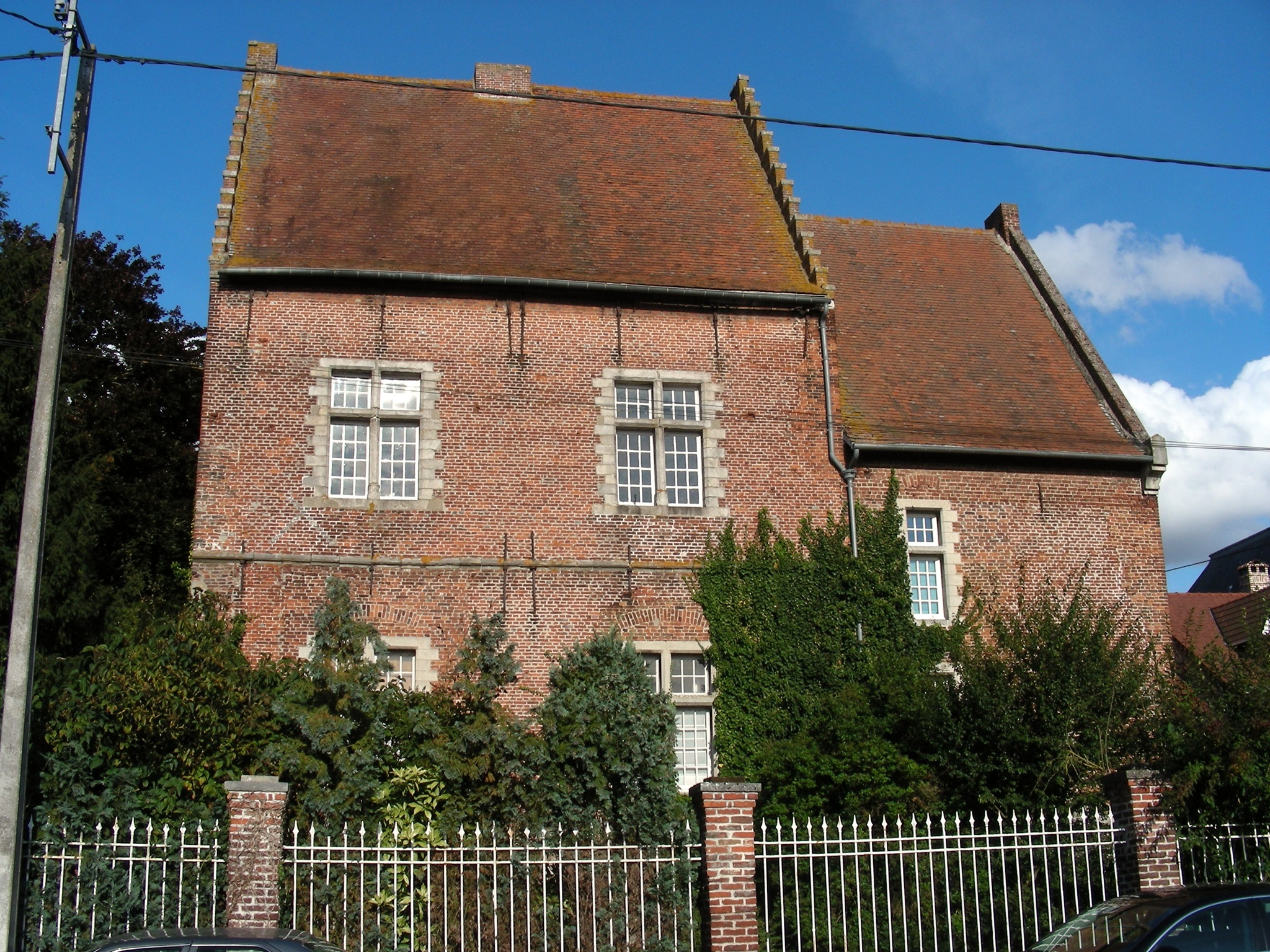
Дом прево
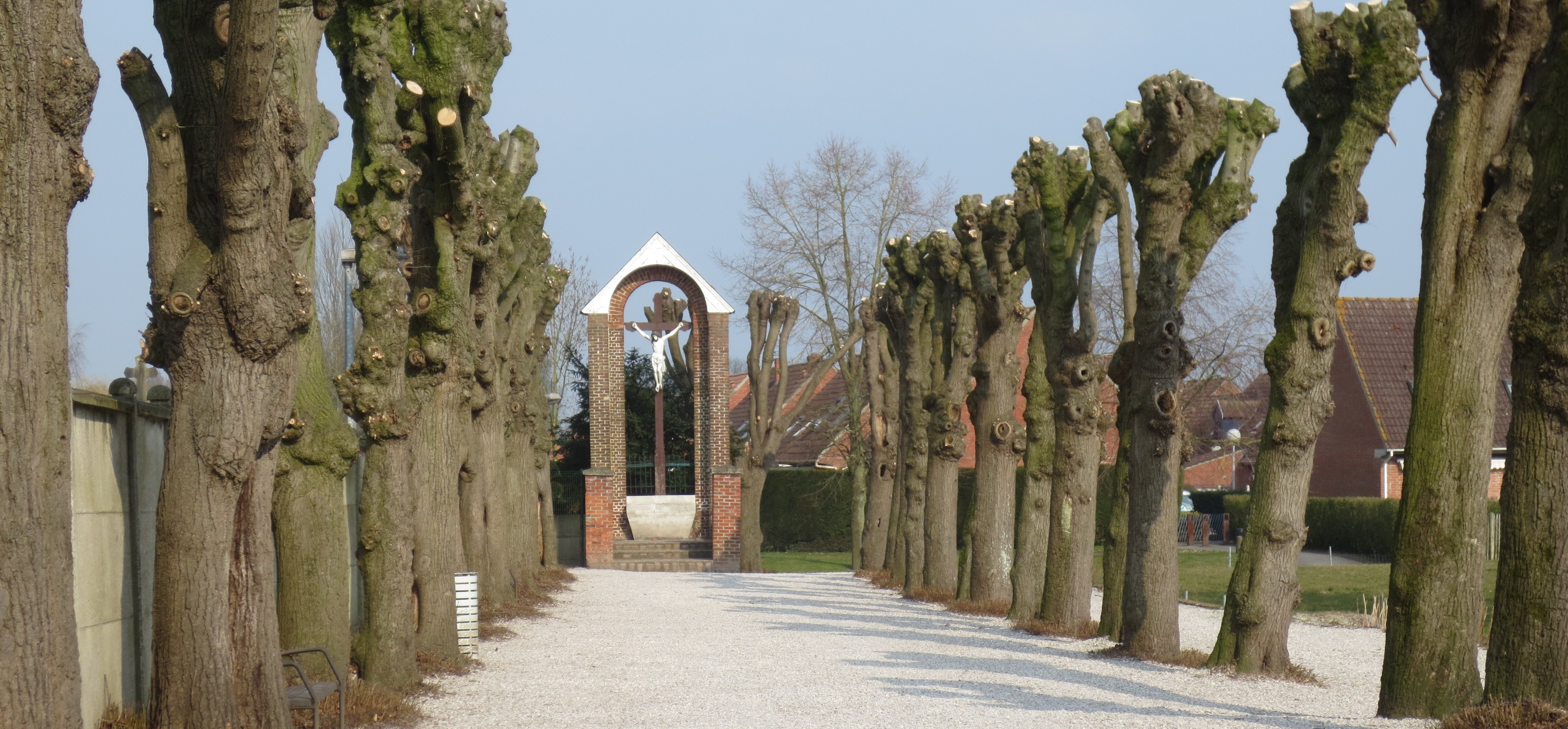
Кальвария

1. 1 2  база данных о французских коммунах — Национальный географический институт Франции, 2015.